# Chlorhoda tricolor
Chlorhoda tricolor is een beervlinder uit de familie van de spinneruilen (Erebidae). De wetenschappelijke naam van de soort is voor het eerst geldig gepubliceerd in 1982 door de Toulgoët.